# Christophorus-Kammerorchester
Das St.-Christophorus-Kammerorchester (lit. Šv. Kristoforo kamerinis orkestras) ist ein 1994 gegründetes  Kammerorchester in Vilnius (Litauen). Seit 1995 ist es einer der Hauptorganisatoren des Kristupas-Sommermusikfestivals. Seit 1997 ist es ein Orchester der Stadt Vilnius. Gründer, Dirigent und künstlerischer Leiter ist Donatas Katkus.

## Musiker
Das Orchester dirigierten Dennis Russell Davies, Juha Kang, Stefan Fraas, Rinaldo Alessandrini, Jonas Aleksa.
Mit dem Orchester spielten die Geiger Jacques Israelievitch, Moti Shmit, Anton Barachovsky, Raimundas Katilius, Rusnė Mataitytė, die Flötisten Jean Ferrandis, Bonita Boid, Robert Aitken, Carsten Hustedt, Michala Petri, die Cellisten Dominique de Williencourt, Maria Kliegel, die Marimbistin Linda Maxey und die Pianisten Caroline Sageman, Tamami Honma, Petras Geniušas, Jan Krzysztof Broja.
Es gastierte in Estland, Finnland, Polen, Deutschland, Frankreich, Schweden, Spanien.